# Dźwierzuty
Dźwierzuty (Mensguth fino al 1945) è un comune rurale polacco del distretto di Szczytno, nel voivodato della Varmia-Masuria.
Ricopre una superficie di 263,35 km² e nel 2004 contava 6 710 abitanti.
Altre comunità urbane e rurali: Dąbrowa (Damerau), Gisiel (Geislingen), Jabłonka (Jablonken, Wildenau dal 1938 al 1945), Jeleniowo, Linowo (Leynau, Leinau dal 1938 al 1945), Łupowo (Wappendorf), Miętkie (Mingfen), Orzyny (Erben), Nowe Kiejkuty (Neu Keykuth), Olszewki (Olschöwken, Kornau dal 1938 al 1945), Popowa Wola (Pfaffendorf), Rańsk (Bansen), Rumy (Bansen), Sąpłaty (Bansen), Targowo (Bansen), Augustowo (Augusthof), Babięty (Babanten), Budy, Grądy (Gronden), Grodziska (Grodzisken, Burggarten dal 1939 al 1945), Julianowo (Julienfelde), Kałęczyn (Kallenczin, Kallenau dal 1938 al 1945), Kulka (Forsthaus Kulk), Laurentowo, Małszewko (Malschöwen), Mirowo (Mirau), Mycielin (Mietzelchen), Przytuły (Przytullen, Steinhöhe dal 1938 al 1945), Rogale (Rogallen, Rogenau dal 1938 al 1945), Rów, Rusek Mały (Klein Rauschken), Rutkowo (Ruttkowen, Ruttkau dal 1938 al 1945), Stankowo (Probeberg), Szczepankowo (Sczepanken, Stauchwitz dal 1938 al 1945), Śledzie (Heering), Targowska Wola (Theerwischwolla, Theerwischwalde dal 1938 al 1945), Targowska Wólka (Theerwischwolka, Waldrode dal 1928 al 1945), Zalesie (Salleschen, Ingelheim dal 1938 al 1945), Zazdrość (Louisenthal), Zimna Woda (Zimnawodda, Hirschthal dal 1933 al 1945)